# Jerzy Giżycki (krytyk filmowy)

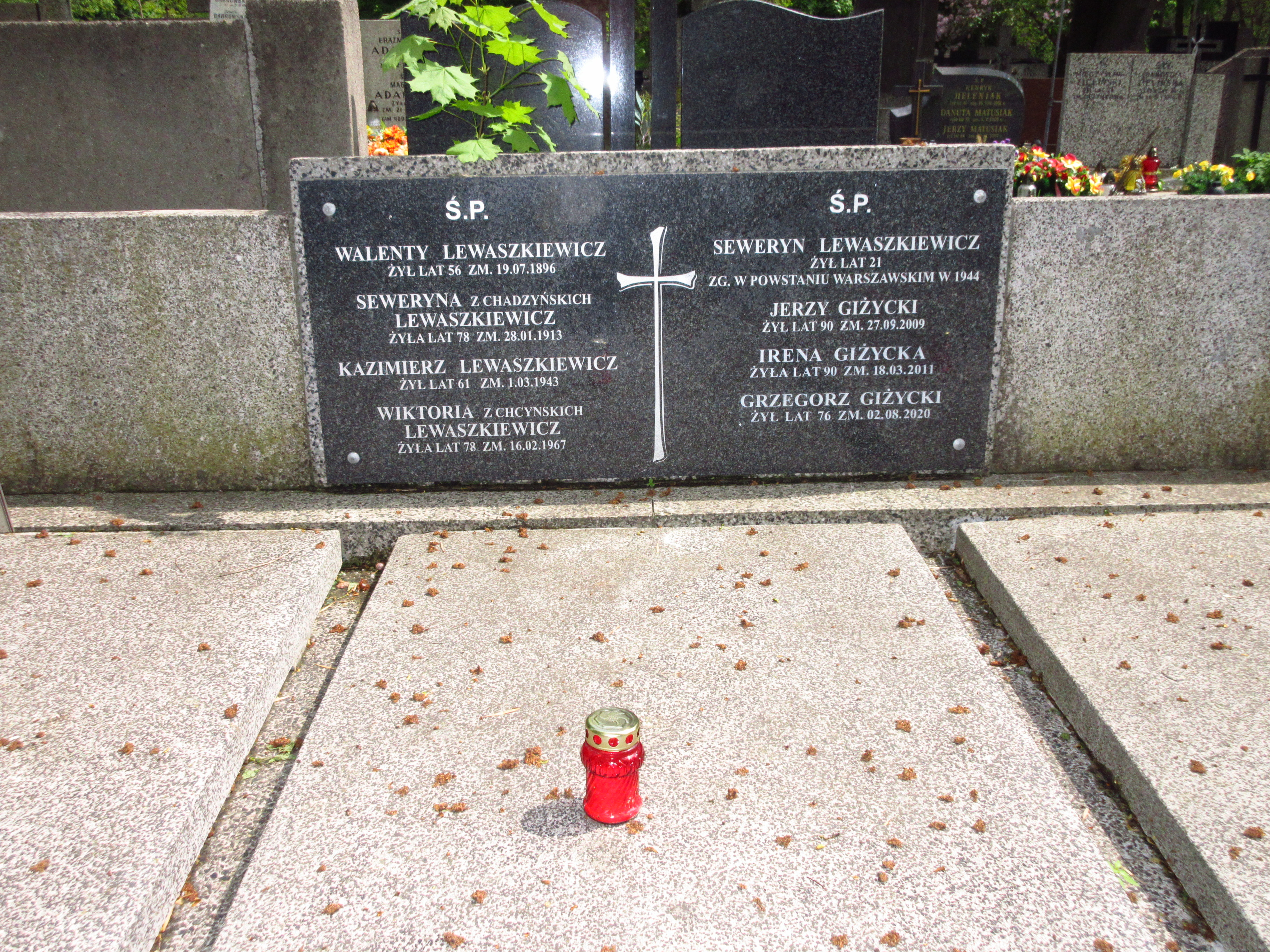
Grób Jerzego Giżyckiego na cmentarzu Bródnowskim

Jerzy Giżycki (ur. 7 stycznia 1919 w Melitopolu, zm. 27 września 2009 w Warszawie) – polski krytyk filmowy, członek Stowarzyszenia Filmowców Polskich, z zamiłowania szachista. Ojciec Marcina Giżyckiego (historyka, teoretyka animacji).

## Życiorys
Recenzje filmowe pisał jeszcze przed wybuchem II wojny światowej. Po jej zakończeniu był w 1946 r. jednym z założycieli tygodnika „Film”, a w 1966 r. – miesięcznika „Kino”. Był również redaktorem pisma „Kamera”. Wydał kilka książek o tematyce filmowej, z których W filmie nie ma rzeczy niemożliwych była przez wiele lat jedną z najważniejszych o tematyce realizacji filmów. W latach 60. XX wieku prowadził w TVP program Kino filmów animowanych.
Jego pasją były szachy. Był szachowym bibliofilem i kolekcjonerem. W 1960 r. w Warszawie ukazało się pierwsze wydanie jego monumentalnego albumu Z szachami przez wieki i kraje (II wyd. – 1972, III wyd. – 1984), które przetłumaczone zostało na język rosyjski, szwedzki, węgierski, duński, niemiecki, angielski oraz czeski. Wspólnie z Alfredem Górnym napisał traktującą o grach książkę Fortuna kołem się toczy (Warszawa 1976), która ukazała się również w edycjach niemieckiej, słoweńskiej i serbsko-chorwackiej. W latach 80. był autorem (wspólnie z Władysławem Litmanowiczem) encyklopedii Szachy od A do Z (Warszawa 1986 [I tom] i 1987 [II tom]).
Od 1988 był członkiem honorowym Polskiego Związku Szachowego. Pochowany na cmentarzu Bródnowskim (kwatera 57C-6-16/18).